# 香港駐華盛頓經濟貿易辦事處

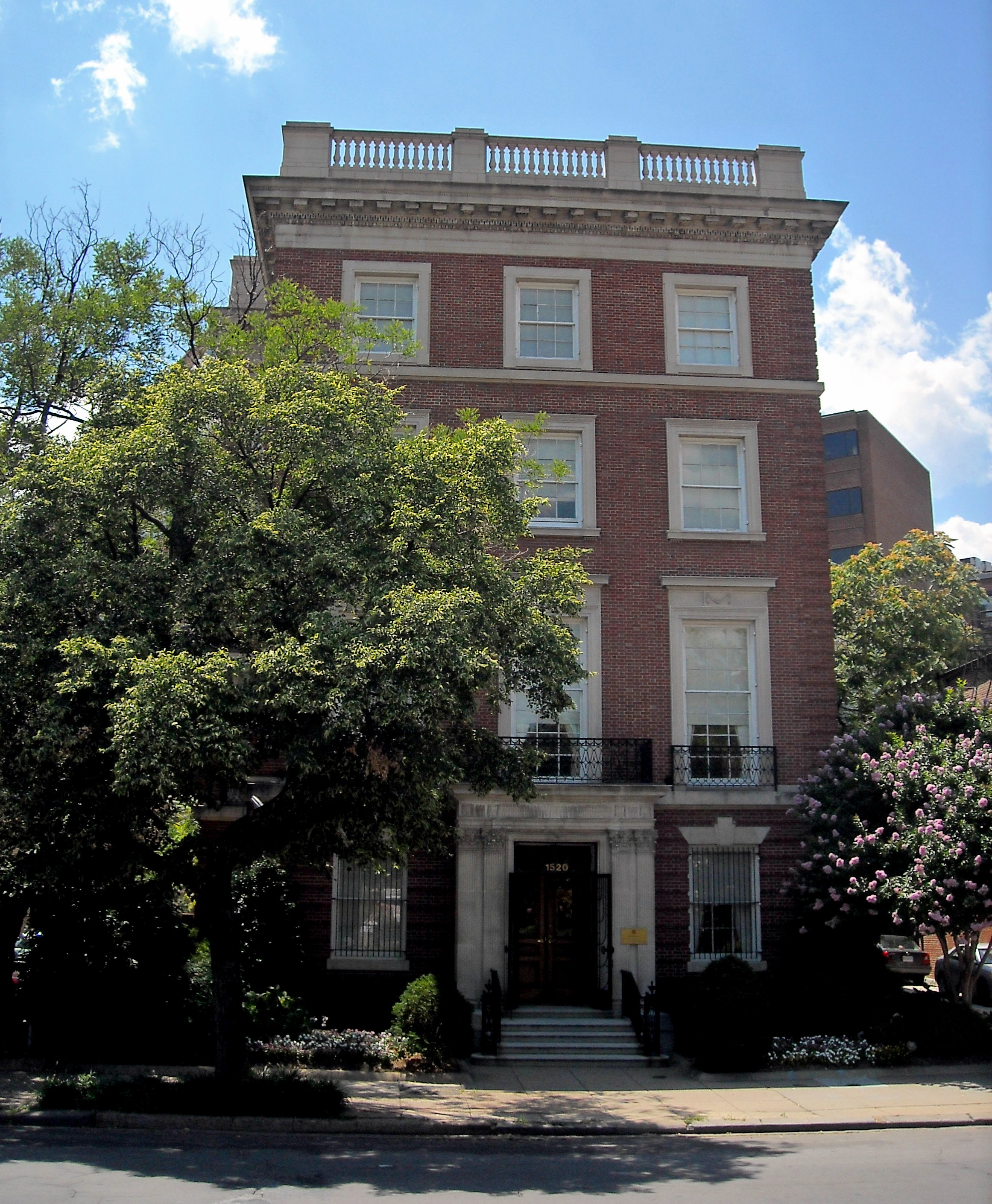
香港駐華盛頓經濟貿易辦事處

香港駐華盛頓經濟貿易辦事處（英語：Hong Kong Economic and Trade Office (Washington, D.C.)），簡稱香港駐華盛頓經貿辦，駐華盛頓貿辦或駐華盛頓辦，中華人民共和國香港特別行政區政府在美國華盛頓哥倫比亞特區設立代表處。 
它是香港特別行政區政府在美國設立的三個代表處之一，成立於1987年，管轄美國華盛頓哥倫比亞特區。辦事處位於華盛頓哥倫比亞特區西北區18街1520號。
辦事處促進與香港的雙邊貿易和投資，向商界和促進機構通報香港的重要發展。它亦會在有關國家的組織舉辦官方訪問，研討會和聯絡活動，並作為支持上述國家投資者在香港和中國大陸尋找商機的樞紐。 辦事處推動美國與香港在經貿、投資、旅遊、文化交流等各領域的相互合作。 它還幫助美國企業在香港投資和開展業務。美國其他地區由香港駐紐約經濟貿易辦事處和香港駐三藩市經濟貿易辦事處管轄。

## 首長列表

### 香港駐華盛頓經濟貿易辦事處處長列表
| 任次 | 處長   | 任期           | 備註        |
| ---- | ------ | -------------- | ----------- |
| 1    | 翟信賢 | 1996年－2001年 | [ 3 ]       |
| 2    | 邱騰華 | 2001年－2004年 | [ 4 ]       |
| 3    | 方舜文 | 2004年－2006年 | [ 5 ] [ 6 ] |
| 4    | 麥德偉 | 2006年－2010年 | [ 7 ]       |
| 5    | 蘇植良 | 2011年－2015年 | [ 8 ]       |
| 6    | 羅建偉 | 2017年－2019年 | [ 9 ]       |
| 7    | 夏國鋒 | 2019年－2022年 | [ 10 ]      |
| 8    | 黃曉峯 | 2022年－2025年 | [ 11 ]      |

## 外部連結
- 香港駐華盛頓經濟貿易辦事處 （页面存档备份，存于） （英文）
- Hong Kong Meets America的Facebook專頁 （页面存档备份，存于）
- Hong Kong Meets America的Instagram帳戶 （页面存档备份，存于）